# Christa Kilian-Hatz
Christa Kilian-Hatz (* 23. September 1963 in München) ist eine deutsche Afrikanistin.

## Leben
Bei Münchener Rückversicherungs-AG München machte sie von 1983 bis 1985 eine Ausbildung zur Versicherungskauffrau. Von 1986 bis 1987 engagierte sie sich in der Entwicklungshilfe bei den Baaka-Pygmäen in Kamerun (Alphabetisierung in französischer sowie in der einheimischen Baka-Sprache und Dokumentation und Publikation von Mythen der Pygmäen). An der Universität zu Köln, Institut für Afrikanistik durchlief sie eine akademische Ausbildung (1987–1992 Magisterstudium der Afrikanistik, Allgemeinen Sprachwissenschaften und Völkerkunde (Prädikatsexamen 'mit Auszeichnung' 1,3), 1993–1997 Wissenschaftliche Mitarbeiterin in diversen Forschungsprojekten, 1995 Promotion (Dr. phil.; 'opus eximium'; 'magna cum laude'), 1997–1999 Habilitationsstipendium der Deutschen Forschungsgemeinschaft, 1999–2005 Mitglied eines interdisziplinären Sonderforschungsbereichs der Deutschen Forschungsgemeinschaft, 2002 Habilitation (Privatdozentin Dr. phil. – Verleihung der venia legendi im Fachbereich Afrikanistik), 2002–2007 Heisenberg-Elitestipendium der Deutschen Forschungsgemeinschaft und seit 1993 Dozentin für afrikanische Sprachen).
Seit 2005 unterrichtet sie Dozentin für afrikanische Sprachwissenschaften, Mitglied des Zentrums für internationale Afrikaforschung (ZIAF / VAD) an der Johann Wolfgang Goethe-Universität Frankfurt. Seit 2008 ist sie Institutsleiterin am Lehrinstitut für Orthographie und Schreibtechnik (LOS) Frankfurt-Bornheim. Seit 2008 lehrt sie als Professorin in Frankfurt am Main.
Ihre Forschungsschwerpunkte sind Pygmäensprachen in Afrika als Wege zur Ursprache der Menschheit, Entstehung und Wandel von Grammatik der menschlichen Sprache, universale Definition der Wortklasse 'Ideophon' und Einzelsprachbeschreibungen: Dokumentation und Analyse der Pygmäensprache Baka (Kamerun) und der Schnalzsprache Khwe (Namibia).

## Schriften (Auswahl)
- Contes et proverbes des pygmées Baka (= Paroles d'Afrique). Agence de Coopération Culturelle et Technique, Paris 1989, OCLC 28150571.
- mit Bernd Heine, Tom Güldemann, Donald A. Lessau, Heinz Roberg, Mathias Schladt und Thomas Stolz: Conceptual Shift. A lexicon of grammaticalization processes in African languages (= Afrikanistische Arbeitspapiere. Band 34/35). Institut für Afrikanistik, Köln 1993, OCLC 706072887.
- Das Baka. Grundzüge einer Grammatik aus der Grammatikalisierungsperspektive (= Afrikanistische Monographien. Band 6). Institut für Afrikanistik, Köln 1995, ISBN 3-929777-05-3, (zugleich Dissertation, Köln 1994).
- mit Dao Ngyengye: Folktales of the Kxoe (A Khoisan group in West Caprivi/Namibia) (= Namibian African Studies. Band 6). Köppe, Köln 1999, ISBN 3-89645-081-6.
- mit Erhard Voeltz: Ideophones (= Typological Studies in Language. Band 44). John Benjamins, Amsterdam/Philadelphia 1999, ISBN 1588110192.
- Contes des Bakas (Sud-Est Cameroun). Le cycle de Waito (= Wortkunst und Dokumentartexte in afrikanischen Sprachen. Band 16). Köppe, Köln 2002, ISBN 3-89645-083-2.
- Khwe dictionary (= Namibian African Studies. Band 7). Köppe, Köln 2003, ISBN 3-89645-083-2.
- A grammar of modern Khwe (Central Khoisan) (= Quellen zur Khoisan-Forschung. Band 23). Köppe, Köln 2008, ISBN 978-3-89645-863-6.
- Contes des pygmées Baka du Cameroun (= Schriften zur Afrikanistik. Band 14). Lang, Frankfurt/Berlin/Bern/Bruxelles/New York/Oxford/Wien 2008, ISBN 3-631-57484-3.